# Brontopriscus sinuatus
Brontopriscus sinuatus es una especie de coleóptero de la familia Silvanidae.

## Distribución geográfica
Habita en Nueva Zelanda.